# 宇佐八幡宮春季祭礼
宇佐八幡宮春季祭礼（うさはちまんぐうしゅんきさいれい）は、富山県南砺市福光地区市街地にて、毎年4月第3日曜日に行われる宇佐八幡宮の春季例大祭である。

## 概要
江戸時代後期より始まった約220年の歴史がある祭礼で、福光町市街地を5頭の獅子（獅子舞）、1基の大神輿、3基の庵屋台が巡行する。
祭礼前日の宵祭り（宵の宮）は宇佐八幡宮境内にて、神輿を担ぐ厄年の男衆が集まり、神事と神輿に御神体を迎え入れる御旅式等が行われ、獅子舞が奉納される。また3台の庵屋台の提灯に火が灯され、八幡社に参拝し境内にて庵唄が奉納される。
祭礼当日は神事の後、午前8時30分に獅子舞が先導して出発し、その後四神旗、榊などの露払い、大神輿を「よいやさ、よいやさ」の掛け声とともに、氏子町民により巡行路に沿って塩がまかれた福光町市街地約11kmを巡行する。巡行途中には神事や、「出あい」（後述）、「もどいた」（後述）が行われ、午後8時頃に宇佐八幡宮に戻る。また、3台の庵屋台は午後1時30分より夜になるまで、町中を曳き回し庵唄などを披露する。
なお2006年（平成18年）には、「とやまの文化財百選（とやまの祭り百選部門）」に選定されている。
2020年（令和2年）3月26日、新型コロナウイルス感染症の拡大を受け、関係諸団体はこの年の神輿の渡御などの中止を決定した。社殿での神事等は行われる。

## 獅子舞
獅子舞は、川原町、西町、西荒町、新町、天神町の5町が出している。富山県内で唯一石川県の加賀獅子の流れを汲む獅子で、獅子頭と胴体（胴幕）が離れており、2mほどの綱により繋がれている。なお、川原町の獅子舞は2005年（平成17年）に、「とやまの文化財百選（とやまの獅子舞百選部門）」に選定されている。

## 神輿
約1tある大神輿は､1873年（明治6年）に京都の吉田神社より譲り受けたもので、屋根、胴体ともに金箔張りの京系神輿である。金具細工で仕上げられており、胴体、屋根とも四角で、胴周りには羅網瓔珞（らもうようらく）の簾が下がり、屋根前方には金のむかい鳩があしらわれている。これは福光に伝わる言い伝えにより、神輿の金の鳩が町内を飛び回り疫病を追い払うとともに、五穀豊穣を願うものとされる。また1基40から50人によって担がれるため、神輿本体の担ぎ棒では担げないので、なが台と呼ばれる担ぎ棒を取付ける。
2020年（令和2年）に神輿が147年ぶりに新調され、祭礼当日に2基の新旧神輿が披露された。これまでよりやや小ぶりの新しい神輿は、重量も担ぎ手の負担を減らすため軽量化されている。屋根にはこれまで通り鳩が飾られている。
神輿は数え年で25歳、42歳、61歳の厄年、42歳前後の前厄・後厄の男達が年齢ごとに会名を付けた4つの会に分かれ、1基の大神輿を各会が交代に担ぐ。1901年（明治34年）より厄年の男が担ぐようになり、厄払いの願を掛ける。男達は1年前より準備を始める。それぞれの会名は毎年変わるため法被なども新たに準備する。

### 出あい
宇佐八幡宮祭礼と同日に荒木町八幡宮の春季祭礼が行われており、1基の神輿が巡行しているが、夕方午後5時すぎに宇佐八幡宮と、荒木町八幡宮の2基の神輿が福光市街地中心部を流れる小矢部川に架かる福光橋の上で「出あい」といわれる対面をする。出あいは小矢部川の左岸（宇佐）、右岸（荒木町）から橋中央部に3回「わっしょいわっしょい」と威勢の良い掛け声を上げながら練り進み対面するもので、3回目には掛け声とともに神輿を上下に揺らしながら対面する。
出あいは、2002年（平成14年）まで両祭礼とも4月15日に行われていたため毎年行われていた。しかし2003年（平成15年）に宇佐美八幡宮祭礼が現在の第3日曜日に日程変更し、15日が第3日曜日でないと行えなかったが、荒木町八幡宮の祭礼が2013年（平成25年）より宇佐美八幡宮と同じ日程に変更したことにより再び毎年行われている。

### もどいた
日も暮れた午後6時ごろ、宇佐八幡宮の付近の本町あたりに神輿が戻ってくるが、すぐには八幡宮には戻らず、本町交差点にあった旧鳥居と現在の鳥居の間を何度も往復するもので、地元で「もどいた」と呼ばれている。その後神輿は境内に戻り御神体を八幡宮にお戻しし祭礼が終了する。なお往復の回数は必ず奇数と決まっている。

## 庵屋台
現在3台出る庵屋台は創建時には5台あり、1862年（文久2年）に同時に造られたもので、創建当時は鳥居組、神楽組、御幣組、錨組、剣組と呼ばれていた。現在は西町、本町、東町、味噌屋町、五宝町が保有しているが、祭礼に出ているのは西町、本町、東町の3町である。
庵屋台はいずれも2層構造で、上層には外観、内部とも精巧な家屋の模型が乗せられている。下層の回りは格子や水引き幕で囲い下層上部には木彫刻や欄間彫刻が施され、
囃し方が庵屋台の下層内に入り移動しながら庵唄を披露しながら町中を回る。なお下層の4本の足には車輪が付けられているが床はないので、中に入る囃子方は庵屋台の移動に合わせて歩きながら演奏する。車輪が付けられる以前は担いで移動していた。
- 西町
  - 上層は2棟の数寄屋造りの家屋
  - 下層は格子に水引幕
- 本町
  - 白木の庵屋台である
  - 下層は格子
- 東町
  - 下層は水引幕

2015年（平成27年）4月には、南砺市の各祭礼で屋台（庵屋台）を持ち、屋台唄（庵唄）を継承している4団体が集まり、地方、謡い手の技術向上・育成、継承保存を目的に、「南砺市庵唄伝承保存活動協議会」を立ち上げた。また南砺市も支援のため補助金を交付する。
- 所属する祭礼団体 : 宇佐八幡宮春季祭礼（福光）、よいやさ祭り（井波）、城端神明宮春季祭礼〔城端曳山祭〕（城端）、福野神明社春季祭礼本祭〔福野夜高祭〕（福野）